# Pellegrini-Quartett
Das Pellegrini-Quartett gehört zu den bedeutenden internationalen Streichquartett-Ensembles. Es gründete sich 1989 in Freiburg i. Br. und ist nach seinem Primarius Antonio Pellegrini benannt.
Ein Hauptanliegen des Ensembles besteht in der Gegenüberstellung von Traditionellem und Experimentellem. In dieser Hinsicht gehören zum Repertoire des Ensembles Werke der Renaissance, des Barock, der Wiener Klassik (Haydn, Mozart, Beethoven), der frühen Moderne (Alexander von Zemlinsky, Hanns Eisler) sowie Komponisten der zweiten Hälfte des 20. Jahrhunderts (u. a. Morton Feldman, John Cage, Luigi Nono und Giacinto Scelsi). Eine intensive Zusammenarbeit verbindet das Pellegrini-Quartett vor allem mit den zeitgenössischen Komponisten Klaus Huber, Péter Eötvös, Salvatore Sciarrino und Walter Levin. Das Quartett hat u. a. Kompositionen von Adriana Hölszky (Hängebrücken – Streichquartett an Schubert), Erhard Grosskopf (12 Stücke für Streichquartett – Streichquartett Nr. 4), Peter Kleindienst (What Power Art) und Juliane Klein (Ungetrennt) uraufgeführt.
Der Schwerpunkt der Diskographie liegt auf Werken zeitgenössischer Komponisten.

## Mitglieder
- Antonio Pellegrini – Violine
- Thomas Hofer – Violine
- Fabio Marano – Viola
- Helmut Menzler – Violoncello

### Frühere Mitglieder
- Charlotte Geselbracht – Viola (bis 1993)